# Hebe Camargo
Hebe Maria Camargo (ur. 8 marca 1929 w Taubaté, zm. 29 września 2012 w São Paulo) – brazylijska prezenterka, aktorka i piosenkarka.
Występowała jako prezenterka w brazylijskich stacjach takich jak: Rede Record, Rede Bandeirantes, SBT.
W 1995 firma EMI wypuściła płytę Maiores Sucessos z wybranymi przebojami Hebe Camargo.